# Malåträsks kommunala realskola
Malåträsks kommunala realskola var en kommunal realskola i Malå verksam från 1952 eller 1953 till 1967.

## Historia
Skolan fanns från 1 juli 1952 (eventuellt året efter) som kommunal realskola
Realexamen gavs från omkring 1953 till 1967